# Етносадівництво
Етносадівництво — вивчення управління корисними рослинами (наприклад, фруктами, овочами, декоративними рослинами) у присадибних або фруктових садах.